# Нека говорят...
„Нека говорят...“ е неделно токшоу по бТВ, излъчващо се във вечерния праймтайм на медията.
Реализира се в студийния комплекс на bTV в Националния дворец на културата. Изпълнителни продуценти са Любо Нейков и Евтим Милошев със своята компания „DreamTeam Productions“.
Предаването е по подобие на руското предаване „Пусть говорят“, излъчвана по руския телевизионен канал „Първи канал“ и се води от Андрей Малахов.

## Концепция и рубрики
В предаването на водещия гостуват хора, които разказват своите истории. Първоначално в него участват и актьорите от „Комиците“ Любо Нейков, Кръстьо Лафазанов, Руслан Мъйнов и Христо Гърбов. В студиото има публика на живо.
Водещ на предаването от създаването му през 2009 година до месец февруари 2014 г. е Росен Петров. На 9 февруари 2014 г. изненадващо при гостуването на Николай Бареков предаването, Петров прочита в началото на интервюто декларация с която става част от новосъздадената политическа партия на Бареков и така влиза в остри отношения с изпълнителните продуценти на предаването и ръководството на медията. Въпреки нивото на предизвикания вече скандал, интервюто на живо не е прекъснато, заради евентуална цензура и то продължава до края. Във финалните надписа на епизода, екипът ръководил токшоуто не изписва своите имена във финалните написи в знак на простест на своеволието на Росен Петров.

### Пожелахте да говори
В „Пожелахте да говори“ зрителите могат да задават своите въпроси към госта на Росен Петров на сайта и телефона на предаването, които се обявяват по време на цялото предаване. Накрая на предаването и гостуването си гостът трябва да продължи израза „Нека говорят...“. Рубриката се излъчва от 18:30 ч. и е с продължителност 20-25 минути.

### Опасно близо
"Опасно близо с Диана Найденова" е рубрика, която се излъчва за първи път на 21 март 2010 година. Рубриката е с продължителност 20-25 минути и понастоящем се излъчва след 18:00 часа.

### Операция Слава
Рубриката „Операция Слава“ е естествено продължение на предаването „Операция Слава“, излъчено през пролетта на 2009 година и водено от Росен Петров. Рубриката е с продължителност 5-10 минути и е водена от самия Росен Петров. В нея се разказва за известни и любопитни факти и събития от българската история.

### Нищо общо
„Нищо общо“ е другата рубрика на Диана Найденова. В нея се организират дискусии „за“ и „против“ определена актуална тема. Рубриката е с продължителност 20-25 минути.

### Говори с Мика
„Говори с Мика“ е рубрика на Михаела Стоичкова, дъщеря на футболиста Христо Стоичков. Мика показва скритите таланти на известни български лица.

## Излъчване
Първото предаване е излъчено на 18 май 2009 година. През първия си сезон (2009 пролет) предаването се излъчва всеки делник от 18:00 до 19:00 часа. Краят на първия сезон е на 5 август.
Вторият сезон на предаването започва на 31 август 2009 г., като предаването вече е с продължителност 20-25 минути и се излъчва всеки делник от 18:30 до 19:00 часа. От 25 октомври предаването се излъчва всяка неделя от 17:00 до 19:00.
Третият сезон на предаването започва на 12 септември 2010 г., като предаването вече се излъчва в неделя от 16:30 часа с удължена продължителност. От 9 януари 2011 г. предаването се излъчва вече от 16:00 часа, отново на живо.
Четвъртият сезон започва на 11 септември 2011 г., денят и продължителността на излъчване се запазват – неделя от 16:00 до 19:00 ч.
Петият сезон започва на 9 септември 2012 година, като слотът на излъчване не се променя.